# Jan Heber
Jan Heber (* 14. November 1998 in Jena) ist ein deutscher Basketballspieler.

## Laufbahn
Heber spielte seit 2009 in der Jugend des TuS Jena und nachfolgend für den Nachwuchs des Bundesligisten Science City Jena in der Jugend-Basketball-Bundesliga und in der Nachwuchs-Basketball-Bundesliga, während er am Sportgymnasium Jena zur Schule ging. In der Saison 2014/15 bestritt Heber einen ersten Kurzeinsatz für Jenas Profimannschaft in der 2. Bundesliga ProA, spielte weiterhin in der Jugend sowie in der zweiten Herrenmannschaft in der Regionalliga. 2015 stand er auf Abruf für einen Lehrgang der deutsche U-18-Nationalmannschaft, wurde letztendlich jedoch nicht berufen. Nach dem Bundesliga-Aufstieg 2016 gab er im April 2017 seinen Einstand in der höchsten deutschen Spielklasse. Im Sommer 2018 gab der Verein bekannt, dass der Vertrag mit Heber bis 2021 verlängert wurde.
Im Januar 2021 wurde er bis zum Ende der Saison an die Basketball Löwen Erfurt in die ProB verliehen. In seinem zweiten Spiel für seine neue Mannschaft zog er sich eine Sprunggelenksverletzung zu und fiel für den Rest der Saison aus. In seinen beiden Spielen legte er im Schnitt 7 Punkte, 7 Assists und 5,5 Rebounds auf. Im Mai 2021 unterschrieb Heber einen Zweijahresvertrag bei den Basketball Löwen.